# Ревдинское водохранилище
Ре́вдинское водохрани́лище (также пруд Ревдинский) — искусственный водоём на реке Ревде в Свердловской области России.
Является дополнительным источником водоснабжения Екатеринбурга (вместе с Новомариинским водохранилищем), основными источниками которого являются гидротехнический каскад Верхне-Макаровского и Волчихинского водохранилищ на реке Чусовой.

## Описание
Площадь Ревдинского водохранилища — 5,6 км² (по другим данным — 4,7 км²), высота над уровнем моря — 302,8 метра, объём воды — 24,9 млн м³. Максимальная глубина — 5,8 метра. Длина — 11 километров, наибольшая ширина — 0,6 км. Северная часть водоёма находится в черте города Ревда, а южная между склонами гор, покрытых смешанным лесом.
Расстояние до Екатеринбурга — около 50 километров. Вдоль западного берега водохранилища идёт Мариинский тракт.
Водохранилище было создано в 1731 году для нужд строящегося Ревдинского чугуноплавильного и железоделательного завода (ныне Ревдинский метизно-металлургический завод). Также использовалось для регулирования уровня воды в реке Чусовой, в которую впадает Ревда, при прохождении судов и для сплава барок.
Ревдинское водохранилище в настоящее время является популярным местом отдыха и рыбалки. На его берегу находятся базы и детские лагеря. Здесь водится окунь, щука, ёрш, лещ, чебак и уклейка, судак.

Плотина водохранилища
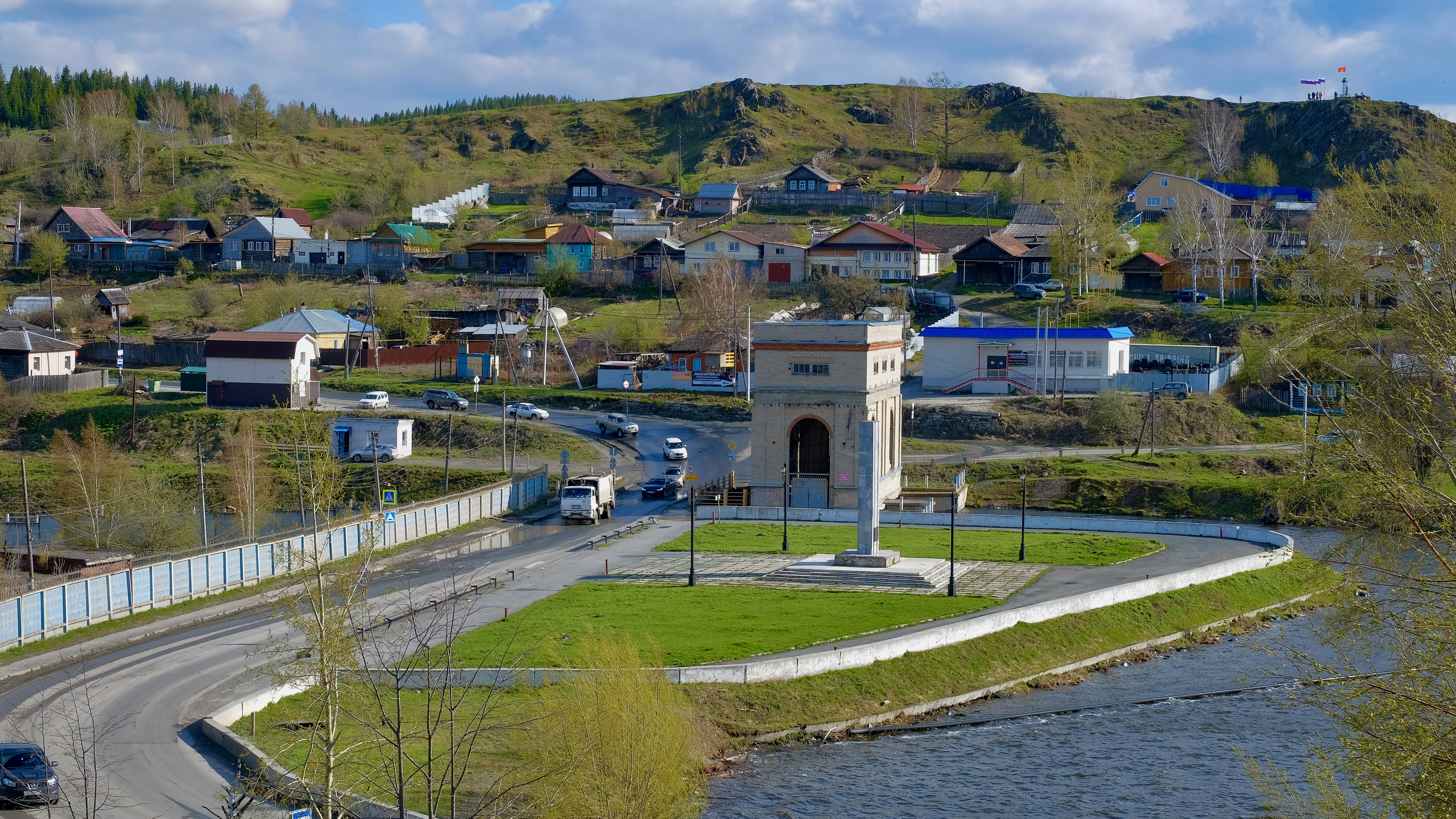
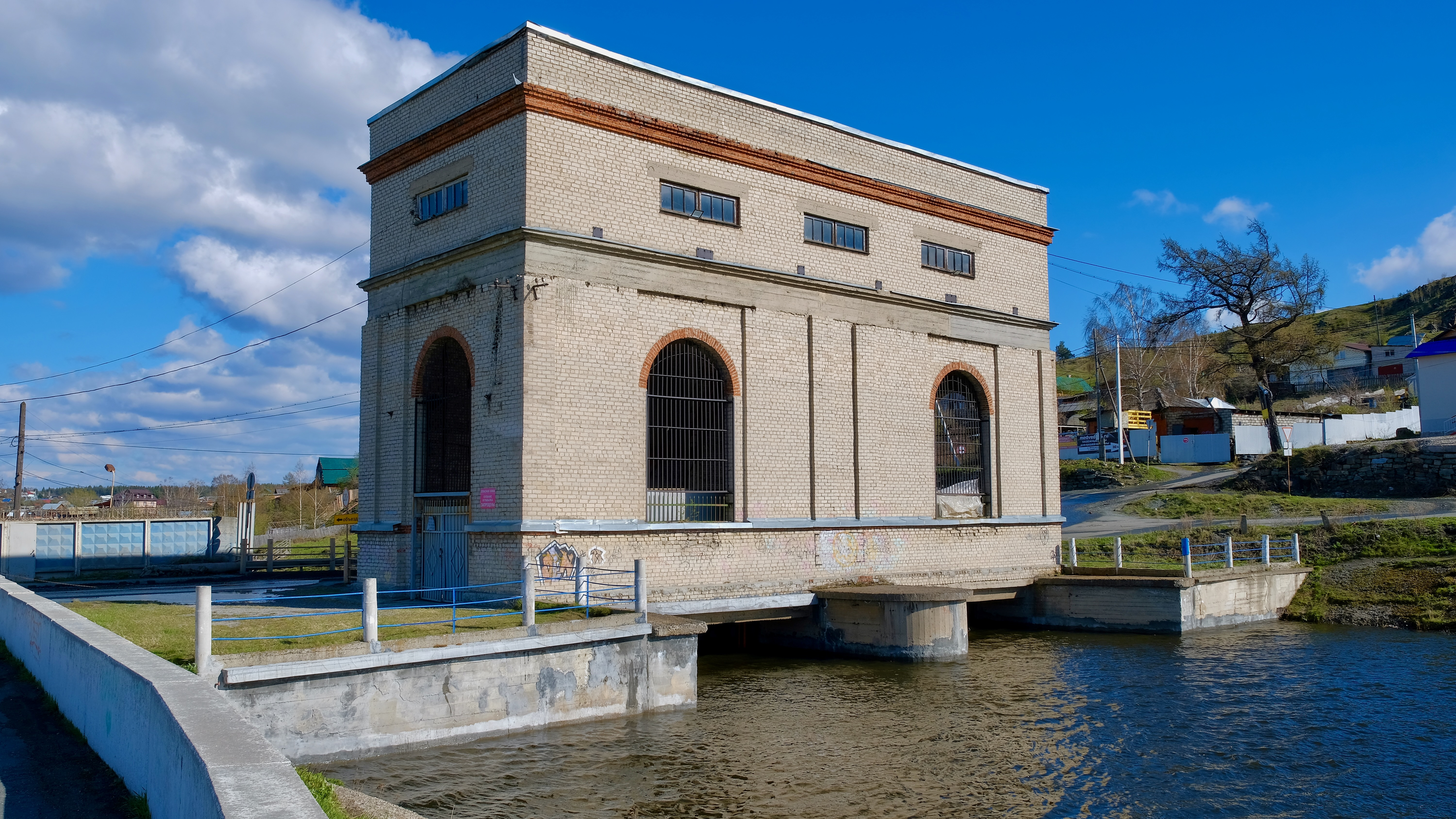
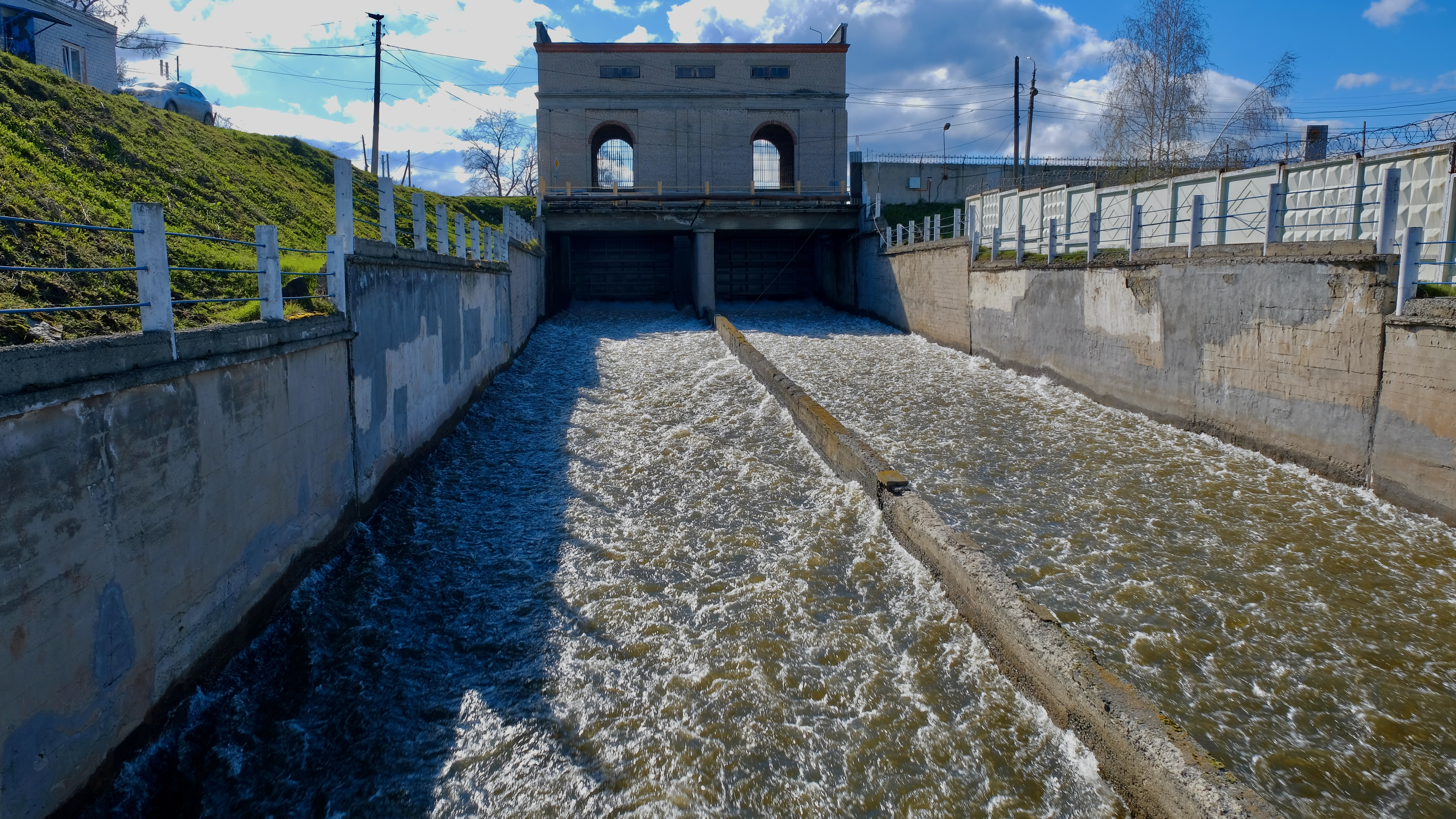
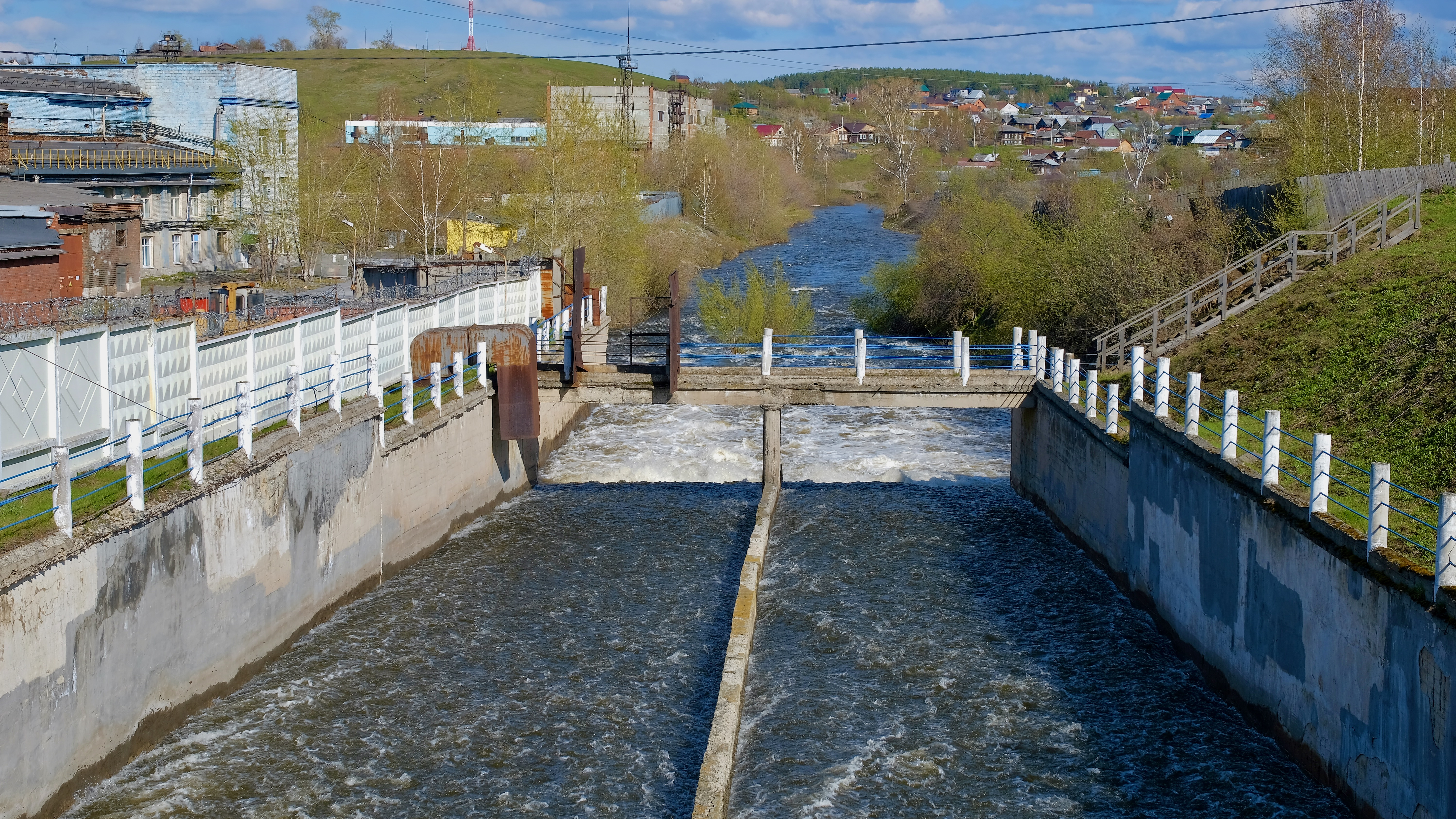